# フレッチャー (DD-445)
フレッチャー（USS Fletcher, DD/DDE-445）は、アメリカ海軍の駆逐艦。フレッチャー級駆逐艦の1隻で、ネームシップ。艦名は、1914年にベラクルス上陸を指揮し名誉勲章を受章したフランク・F・フレッチャー提督に因む。フレッチャーには「ラッキー 13」（Lucky 13）や「ファイティング・フレッチャー」（The Fighting Fletcher）、「マザー・フレッチャー」（Mother Fletcher）、「ファースト・イン・クラス」（First in Class）という愛称があった。

## 艦歴
「フレッチャー」は、1941年10月2日にニュージャージー州カーニーのフェデラル・シップビルディング・アンド・ドライドック社で起工した。1942年5月3日にフレッチャー提督未亡人であるF・F・フレッチャー夫人によって進水。6月30日に竣工し、ウィリアム・M・コール（W. M. Cole）少佐の指揮下で就役した。「フレッチャー」はフレッチャー級駆逐艦の中で「ニコラス」（USS Nicholas, DD-449）と「オバノン」 (USS O'Bannon, DD-450) に次いで3番目に就役した艦だった。

### 第二次世界大戦
就役した「フレッチャー」は太平洋艦隊に配属され、1942年10月5日にニューカレドニアのヌーメアに到着した。ガダルカナル島を巡る戦いに加わった「フレッチャー」は護衛任務と哨戒任務に従事し、10月30日にはルンガ岬を砲撃した。11月9日に島への上陸を援護するためエスピリトゥサント島を出発し、11月12日に輸送船団への空襲に対して対空戦闘を実施し、数機の撃墜を記録した。11月13日の第三次ソロモン海戦では戦艦「比叡」に攻撃を行い、後の自沈に貢献した。翌14日朝には哨戒機の通報により、前日に軽巡洋艦「ジュノー」（USS Juneau, CL-52）を撃沈していた潜水艦「伊26」を追跡したが、逃げられた。
「フレッチャー」は翌日に補給のためエスピリトゥサント島へ戻り、ヌーメア沖での対潜哨戒任務を行った。
11月29日夜、重巡洋艦「ミネアポリス」（USS Minneapolis, CA-36）、「ノーザンプトン」（USS Northampton, CA-26）、「ペンサコーラ」（USS Pensacola, CA-24）、「ニューオーリンズ」（USS New Orleans, CA-32）、軽巡洋艦「ホノルル」（USS Honolulu, CL-48）、駆逐艦4隻（フレッチャー他）はガダルカナル島へ向かう日本艦隊迎撃のためエスピリトゥサントを出撃。これに駆逐艦2隻を加えたアメリカ艦隊は11月30日夜、駆逐艦からなる日本艦隊と交戦した（ルンガ沖夜戦）。海戦開始時は「フレッチャー」が先頭で、その後に駆逐艦3隻、巡洋艦5隻と続いていた。まず前衛の駆逐艦が魚雷を発射（フレッチャーは10本）したが、これは外れた。続く砲撃では日本の駆逐艦「高波」を撃破（後沈没）したが、日本駆逐艦の雷撃で巡洋艦4隻が被雷した。雷撃およびそれに続く砲撃の後、前衛の駆逐艦は北西に退避し、サボ島の西に沿って北上していた。駆逐艦2隻が「ニューオーリンズ」の元へ向かうよう指示され、残る2隻（フレッチャーとドレイトン（USS Drayton, DD-366））は被雷しなかった「ホノルル」と合流後、炎上する「ノーザンプトン」と遭遇。「フレッチャー」と「ドレイトン」は救助活動を行ない773名を救助した。「フレッチャー」は機転を利かせてコルクの浮きが付いた貨物用ネットを投じ多くの生存者を救助している。「ノーザンプトン」は沈没した。救助活動後、2隻は「ホノルル」、駆逐艦1隻と合流し、12月2日にエスピリトゥサントに帰投した。
ソロモン諸島における「フレッチャー」の活動は続き、哨戒、沿岸砲撃、対空戦闘、撃墜された友軍機の搭乗員救助、日本の大発の掃討、ガダルカナル島北岸への上陸援護といった多様な任務をこなした。
1943年2月11日、ヌーメアに帰投中の第67任務部隊（司令官：カールトン・ H・ライト少将）所属の軽巡洋艦「ヘレナ」（USS Helena, CL-50）から発進し哨戒中のキングフィッシャーが、艦隊から約17kmほど離れた海域で潜航する潜水艦「伊18」を発見。哨戒機は発煙筒を投下して、近くにいたフレッチャーを攻撃に向かわせる。フレッチャーは船首から約2700m離れた位置で潜航中の「伊18」をソナー探知。15時27分、最初の爆雷攻撃を行う。この結果、15時39分に重油と空気の泡が浮かび上がるのを確認し、4分後には大きな水中爆発音1回を聴取。「フレッチャー」は浮かび上がった重油の中心部をめがけてさらに爆雷3発を投下。この結果、15時46分にコルク片と木片、歯車、その他「伊18」のものと思われる物体が浮かび上がり、長い重油の帯ができるのを確認したこうして「フレッチャー」は対潜作戦でも戦果を挙げた。
2月21日に「フレッチャー」はラッセル諸島上陸を支援するために出航、3月5日から6日にかけてニュージョージア島のムンダ飛行場を夜間砲撃した。ソロモン諸島各地への上陸部隊を載せた船団に対する「フレッチャー」の護衛活動は続いた。
4月23日から5月4日にかけて、「フレッチャー」はオーストラリアのシドニーで十分な休息を得ると共に、ソロモン諸島での通常任務を通じて艦を最高の状態に高める機会を得た。6月19日にエスピリトゥサント島を発ち、アメリカ本土でのオーバーホールを受けた後で9月27日にヌーメアへ戻り活動を再開、10月31日まで行動した。その後、ギルバート諸島の戦いを支援する空母機動部隊に加わり、11月26日と12月4日には日本側の空襲に対して反撃を行った。

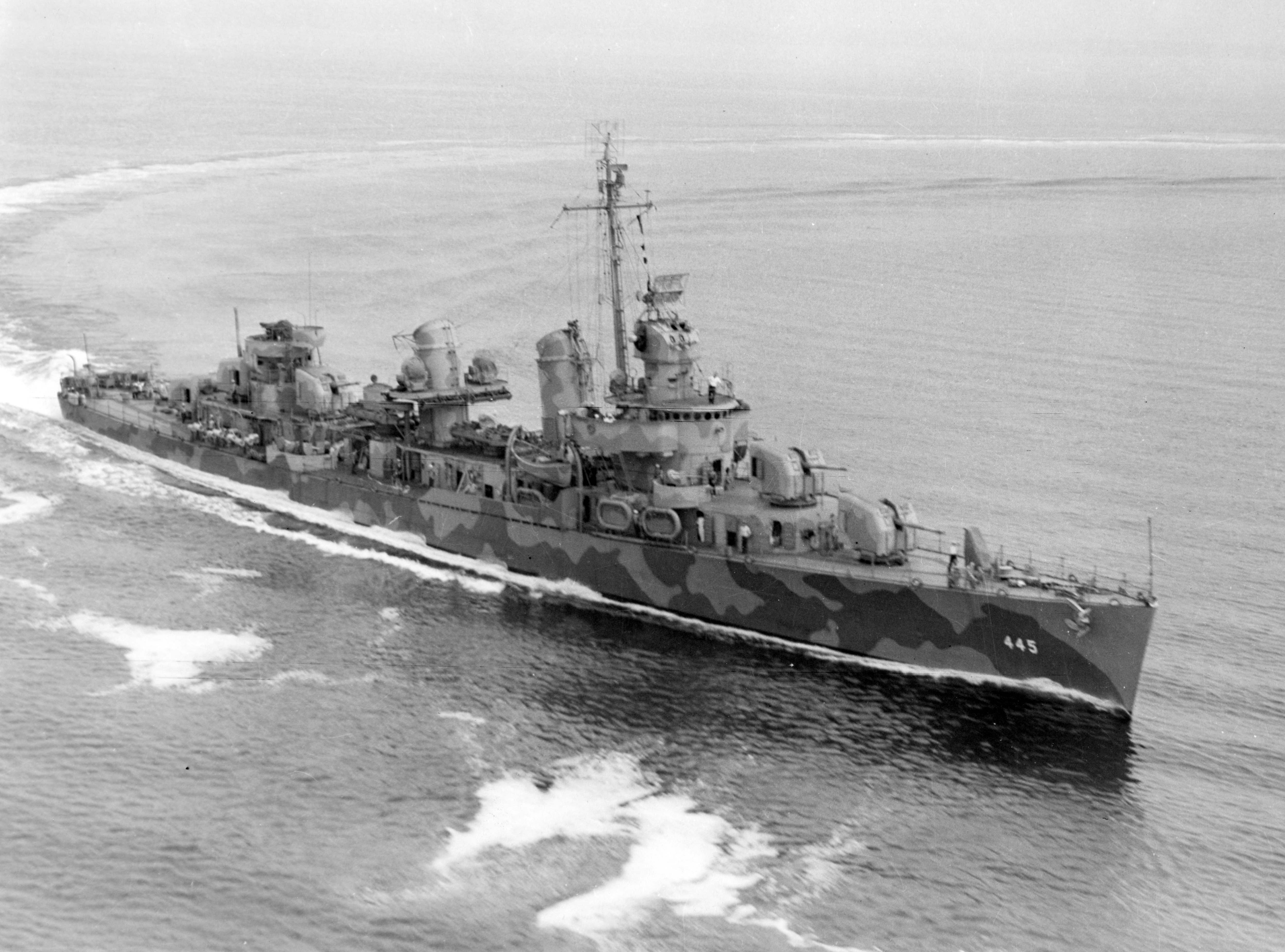
ニューヨーク沖をゆくフレッチャー。1942年7月18日。

「フレッチャー」は12月9日に真珠湾へ戻り、マーシャル諸島への侵攻に備えたオーバーホールと西海岸での演習を行う。1944年1月13日から21日にかけて、サンディエゴ-ラハイナ泊地間の輸送船団護衛に従事し、1月30日にはウォッジェ環礁を砲撃する支援集団に加わった。翌日、クェゼリン環礁への上陸部隊主力と会合し、2月4日まで船団と環礁沖合の哨戒を行った。フナフティへ空になった船団を護衛した後で2月15日にマジュロへ向かい、2月20日・21日にタロアとウォッジェを砲撃する戦艦の護衛に加わり、それからエニウェトク環礁沖合の哨戒を行った。
パーヴィス港沖の演習に参加した「フレッチャー」は、続いて4月18日にオランダ領ニューギニアのサデスト岬に到着。ここを拠点に、フンボルト湾やアリ島、セレオ島への上陸支援砲撃に従事した。5月にはヌーメアへの船団護衛と対潜哨戒任務を行う。
6月8日、ビアク島沖海戦で艦隊の先頭にいた「フレッチャー」は日本海軍の反撃を受けたが、被弾はなかった。その後も夏を通して、ヌンホル島の戦い、サンサポールの戦い、モロタイ島の戦いの支援や哨戒・護衛といった様々な活動を行った。
「フレッチャー」は10月12日にレイテ島の戦いに参加する船団を護衛し、10月20日にはレイテ島への最初の上陸を援護した。翌日ニューギニアへ向かった後、11月23日に増援部隊を載せた船団を護衛して再びレイテ島へ戻った。翌月にはフィリピン各地での戦闘を支援し、オルモック湾やミンドロ島での上陸前の砲撃や数度の空襲での対空戦闘を行った。
1945年1月、「フレッチャー」はルソン島の戦いを支援し、1月8日には日本軍機1機撃墜を報じている。翌日にはリンガエン湾上陸を援護し、ルソン島サン・アントニオ海岸への上陸を支援した。続いて1月29日にスービック湾へ入り、掃海作業の援護を行う。1月31日にナサグブ湾（Nasugbu Bay）上陸で支援砲撃を実施し、2月13日までの4日間にバターンとコレヒドール島の占領、マニラ湾の掃海を援護した。2月14日、ロス・コチノス岬の日本軍砲兵陣地を艦砲射撃していた際に1発の砲弾が命中し、死者8名・負傷者3名を出した。「フレッチャー」はダメージコントロールを行い、被弾後も30分にわたって砲撃を続けたほか、被弾した掃海艇「YMS-48」の乗員を救助した後に同艇を砲撃処分した。「フレッチャー」はマニラ湾で2月17日まで砲撃を行った。
5月13日までの間、パラワン島プエルト・プリンセサとミンダナオ島サンボアンガへの上陸作戦、タラカン島での掃海と上陸の援護、フィリピン各地での哨戒と護衛に従事した。4月30日にはタラカン島で僚艦「ジェンキンス」（USS Jenkins, DD-447）が触雷したため、スービック湾まで護衛を行っている。その後「フレッチャー」は「ジェンキンス」の負傷者を移乗させ、オーバーホールのために西海岸に向かった。カリフォルニア州サンペドロのベスレヘム造船でオーバーホールを行った後、「フレッチャー」はサンディエゴに留められ、そのまま終戦を迎え、1947年1月15日に退役した。

### 朝鮮戦争

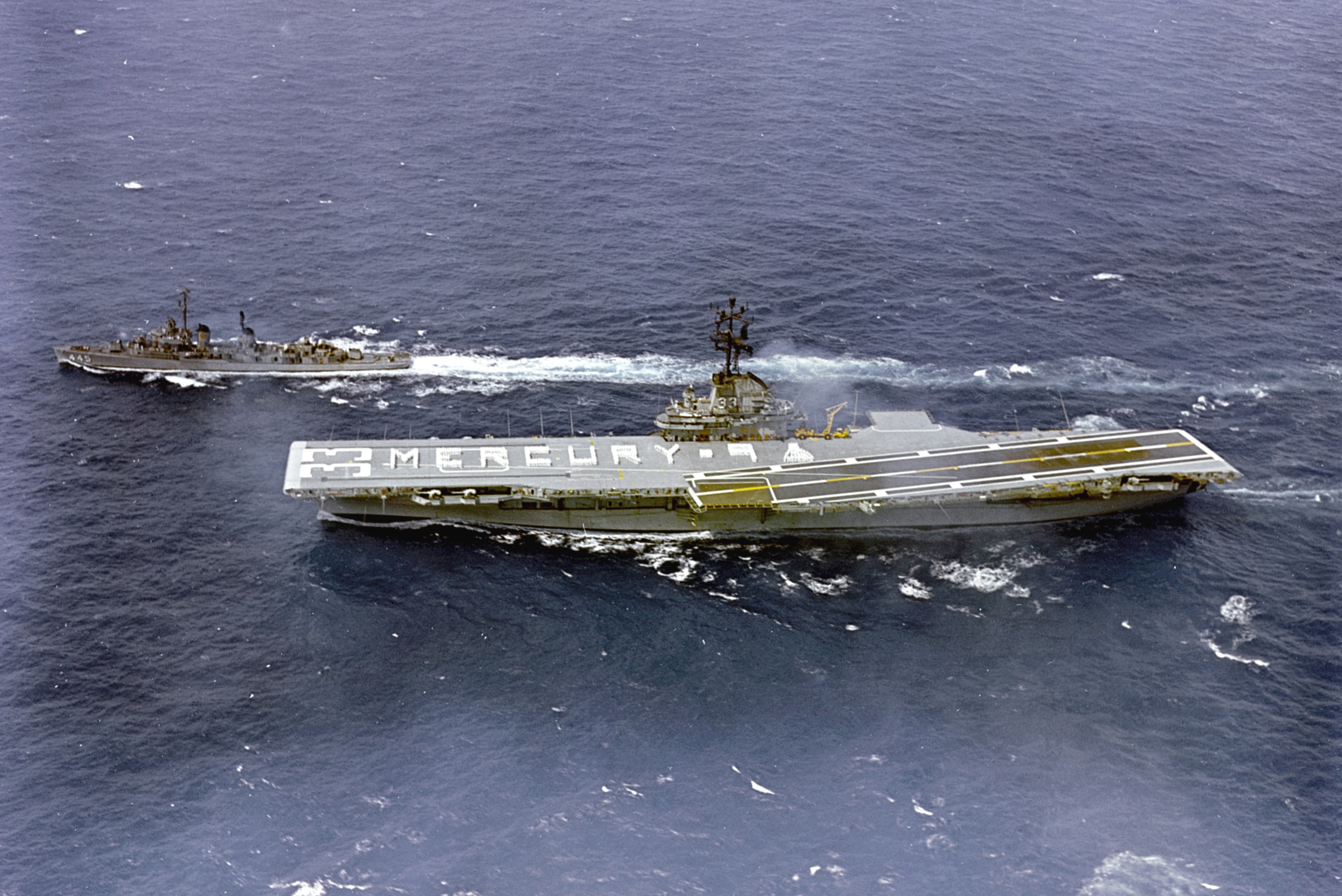
対潜空母「キアサージ」（USS Kearsarge, CVS-33）と共にマーキュリー・アトラス9号の宇宙船フェイス7の回収に向かうフレッチャー。1963年5月15日撮影。

1949年3月26日、「フレッチャー」はDDE-445（護衛駆逐艦）に艦種変更され10月3日に再就役する。1950年5月1日にサンディエゴを出航し、西太平洋で第7艦隊に加わる。朝鮮戦争勃発時、空母「ヴァリー・フォージ」（USS Valley Forge, CV-45）と共に香港停泊中であった「フレッチャー」は、7月3日に部隊と共に韓国沖に到着した。部隊にはイギリス海軍の空母「トライアンフ」（HMS Triumph, R16）が加わり、北朝鮮への空爆を開始した。「フレッチャー」は、夏まで朝鮮半島で任務に従事し、沖縄の中城湾および長崎の佐世保で補給を行った。9月13日から17日にかけて仁川上陸作戦の支援を行い、その後11月11日に母港の真珠湾に帰還した。
1951年11月19日に真珠湾を出港した「フレッチャー」は、朝鮮半島での作戦任務に就く第7艦隊で空母の護衛を担当する。護衛任務に加えて2度の艦砲射撃を行い、沖縄の沖合で行われた対潜訓練に参加、台湾海峡の偵察を行った。1952年6月20日に真珠湾へ帰還し、9月5日から11月24日まではマーシャル諸島で行われた初の水爆実験（アイビー作戦）に参加した。その後1953年5月4日から11月30日まで再び極東での任務に従事した。
1954年から1962年までの間、「フレッチャー」は毎年、第7艦隊と共に極東での任務に就き、1955年には大陳群島からの中華民国の軍民避難（第一次台湾海峡危機）で対潜護衛任務を担当した。1957年と1958年の両年、サモアとオーストラリアを経由する航海を行った。この間の主な任務は対潜水艦戦訓練であった。
1962年6月30日に「フレッチャー」の艦番号はDD-445（駆逐艦）に戻された。

### ベトナム戦争
ベトナム戦争が勃発すると、現役にあった他の姉妹艦同様に「フレッチャー」もベトナム沿岸へ向かうことになり、空襲を行う空母のプレーンガードや地上部隊の砲撃支援といった数多くの任務をこなした。1965年から退役する1969年までの間に4度の西太平洋展開を実施している。

### 退役
「フレッチャー」は1969年8月1日にサンディエゴで退役し、同日除籍された。艦体はサンディエゴのアメリカ海軍艦艇整備施設（U.S. Naval Ship Maintenance Facility）で保管された。スミソニアン博物館が博物館船として保存する案も出たものの、予算面での問題や、戦後まもなく退役した姉妹艦に比べて戦後のDDE改装でオリジナルと異なる姿をしていたことなどが原因となり実現することはなかった。
保存の望みが絶たれた「フレッチャー」は廃棄が決定し、3つの戦争に参加した特筆すべき艦級のネームシップは1972年2月22日に台湾のTai Kien Industries Co., Ltd.にスクラップとして売却された。

## 栄典
「フレッチャー」は第二次世界大戦の功績で15個（第二次大戦中のアメリカ海軍艦艇で第5位）、朝鮮戦争の功績で5個、ベトナム戦争で7個の従軍星章を受章した。さらに戦闘交戦リボン（1968年1月18日）と軍遠征勲章2個（金門および馬祖:1959年9月21日、ベトナム:1961年1月1-7日）も授けられている。